# Marc de raisin

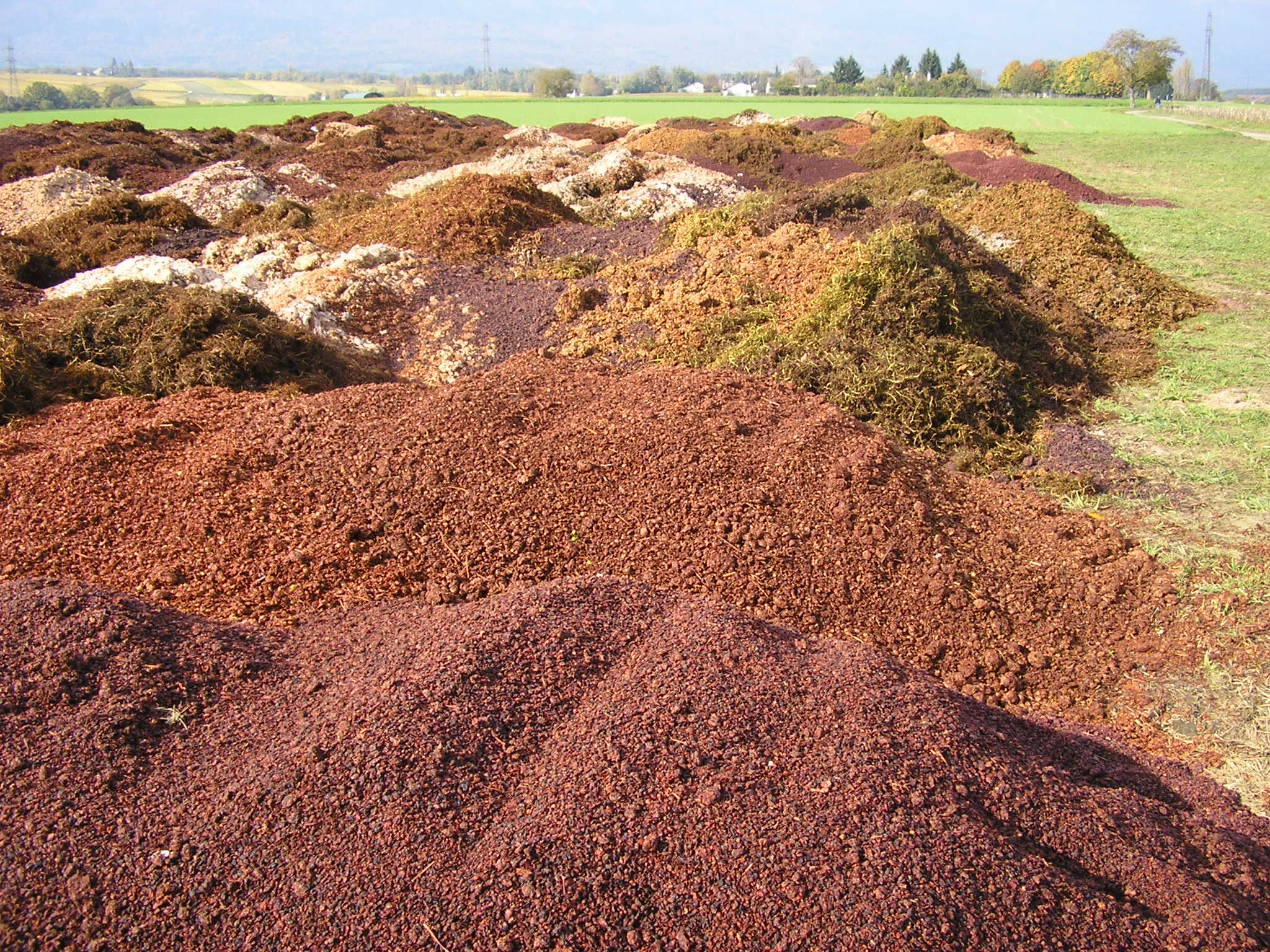
Marc de raisin au temps des vendanges à Dardagny.

En viniculture, le marc de raisin est l'ensemble des résidus secs résultant du pressurage ou du foulage des raisins ainsi que de la cuvaison. De cette dernière est issu le marc dit de cuve ou de vin dont la distillation produit de l'eau-de-vie de marc, ce marc étant en outre valorisé comme condiment.

## Caractéristiques du marc de raisin
Le moût de raisins est la mixture obtenue par pressurage ou foulage des raisins, de laquelle est extrait le jus de raisin et avec laquelle sont élaborés le vin ainsi que le vinaigre balsamique. Les résidus secs résultant de ces opérations (« marc de presse ») et ceux résultant de la cuvaison du moût (« marc de cuve ») représentent 7 à 23 %, du poids total. L'ensemble de ces résidus secs (pellicules des baies, pépins et rafles) constitue le marc de raisin.

Gâteaux de marc
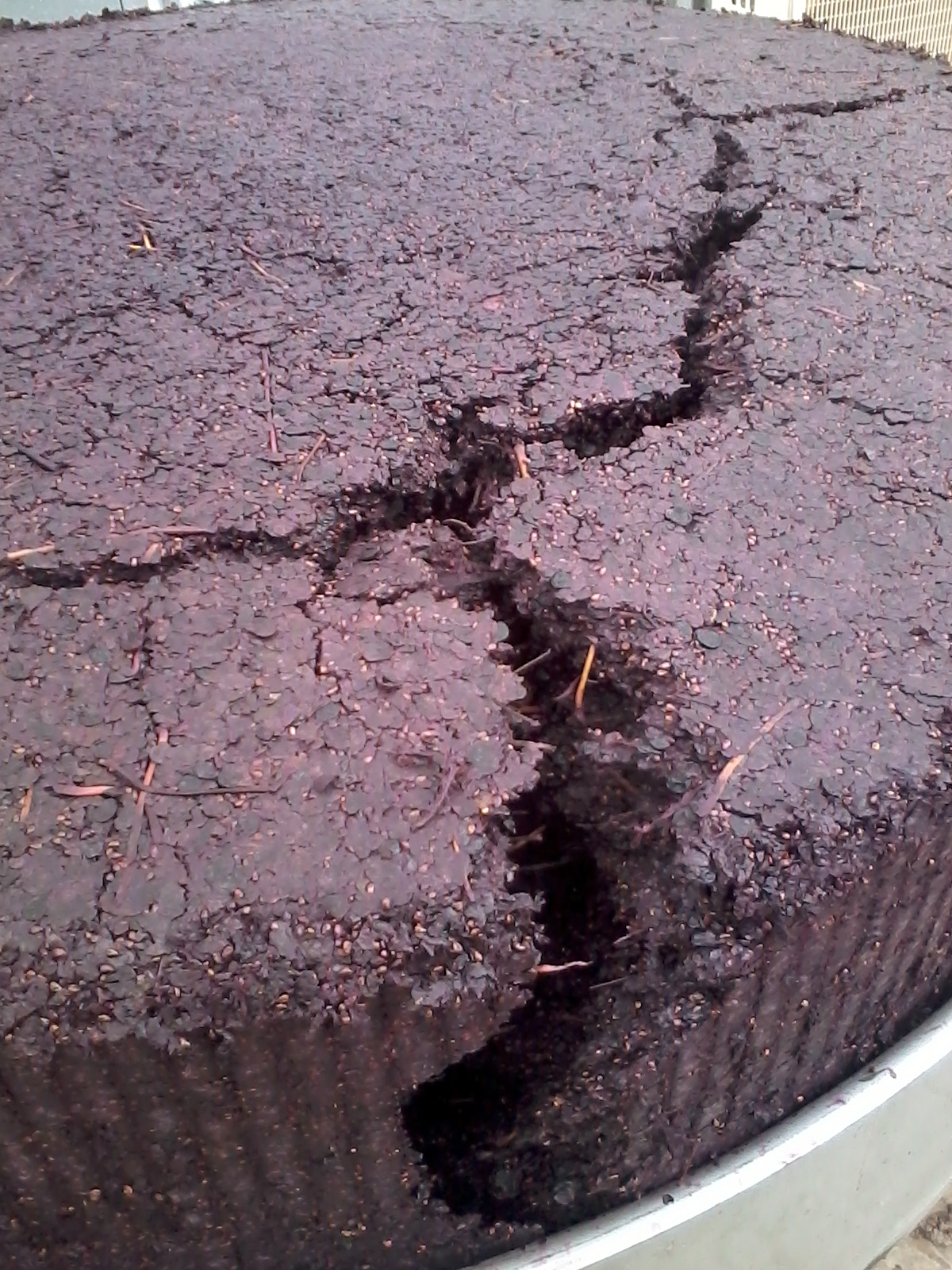
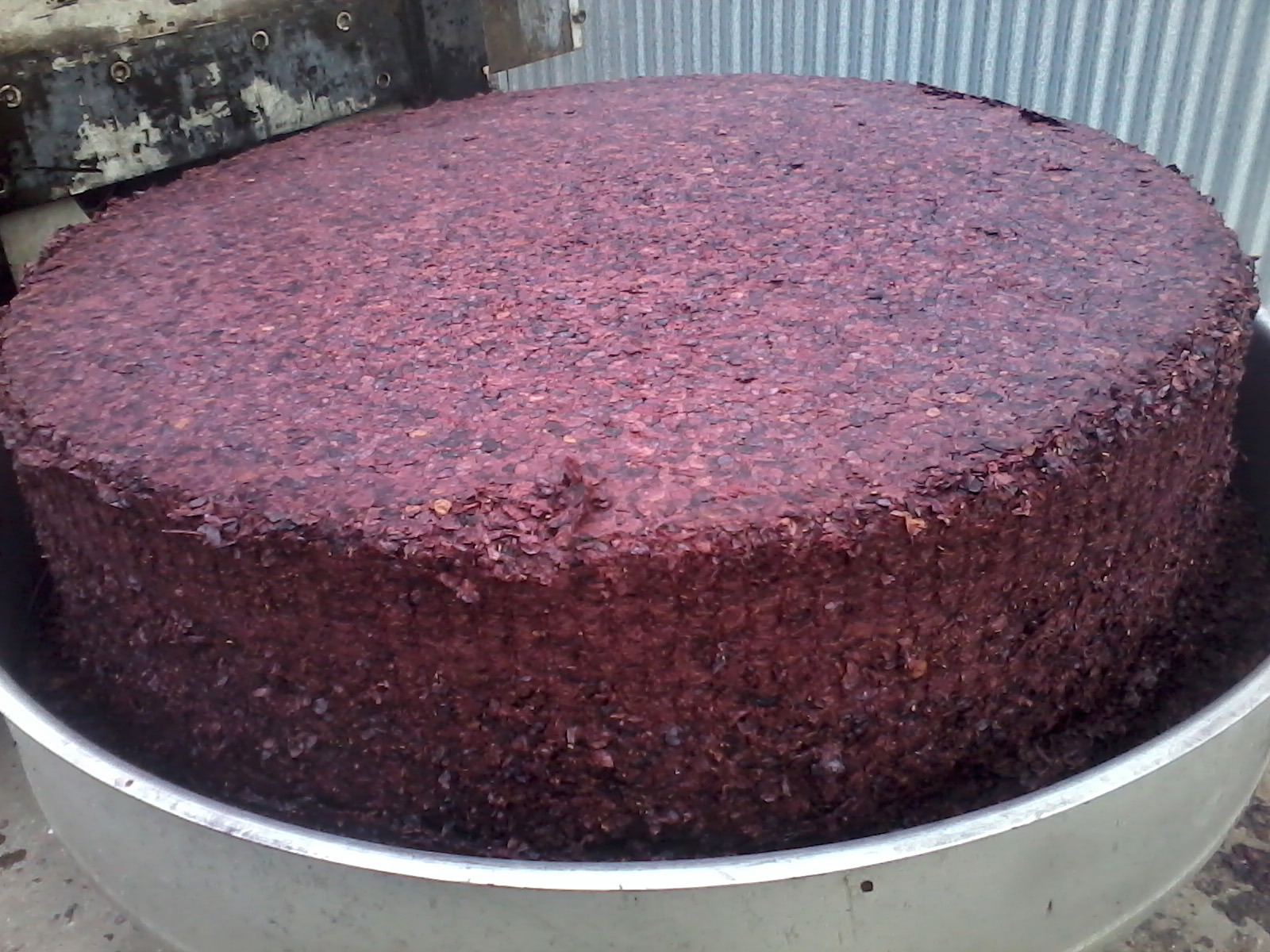
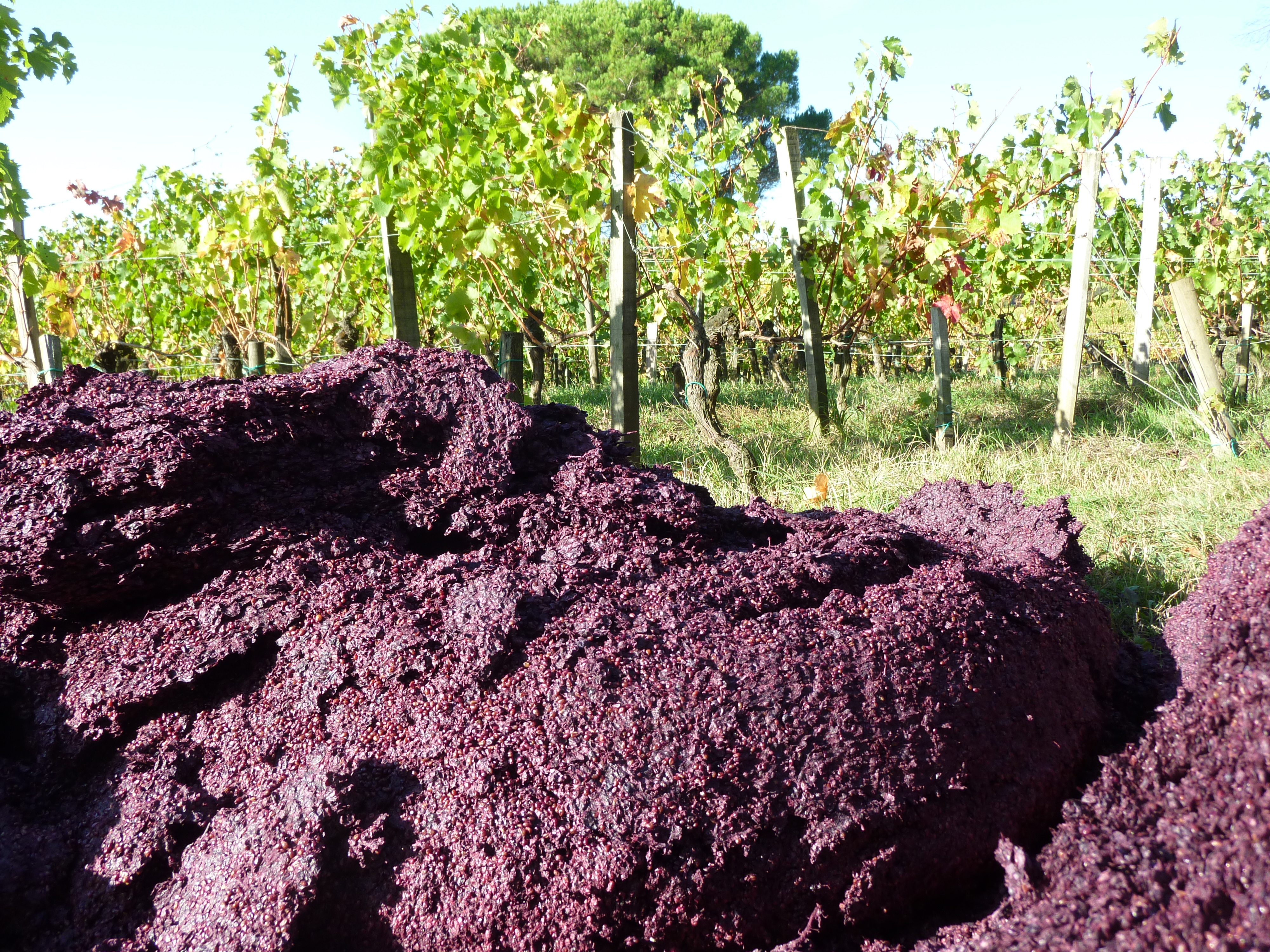
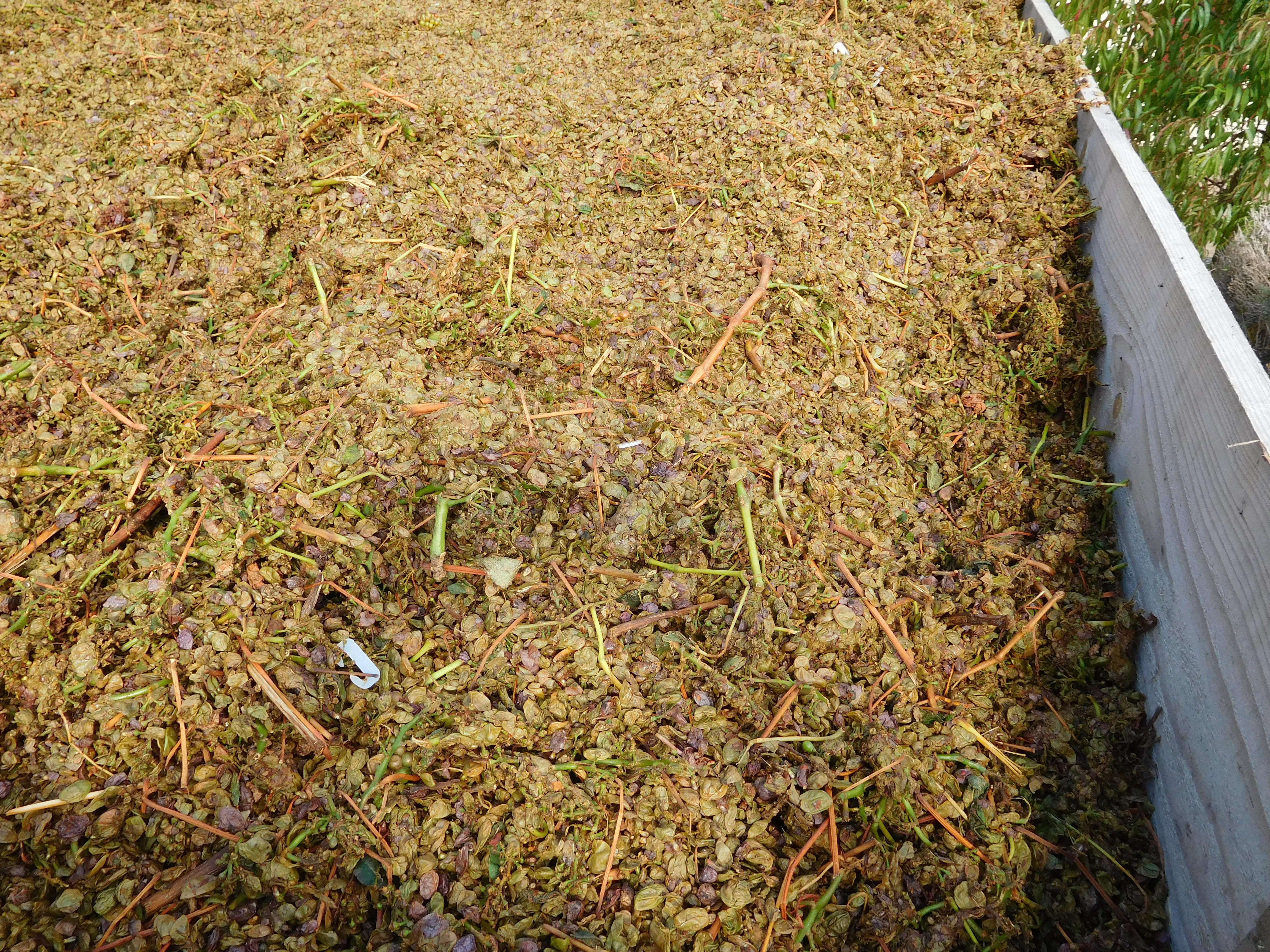

## Étymologie
- Synonyme : râpe ou raffle, gène en Beaujolais.
- Phonétique : Le « c » final ne se prononce jamais. Au singulier comme au pluriel, il n'y a jamais de liaison : il faut donc prononcer /mar/.  Exemples : « un /mar/ exceptionnel » et « des /mar/ entassés ».
- Marc : Se dit aussi de l'eau-de-vie obtenue par distillation du marc de raisin fermenté, comme le marc de Bourgogne, le marc du Jura, etc.

## Utilisation

### Distillation
La distillation du « marc de cuve » produit de l'Eau-de-vie de marc. Le « marc de presse » (résultant du pressurage) est généralement fourni aux distilleries industrielles. Le service des alcools a géré ces volumes de 1935 à 1985, avant que son rôle ne soit repris par la société des alcools viticoles -SAV-, par l'ONIVINS en 2000, VINIFLHOR en 2006 et FranceAgriMer en 2009. Ces services collectent pour l'état les marcs et lies qui sont distillés et transformés en alcools destinés à  la production d'alcool de bouche neutre (utilisé entre autres pour muter les mistelles) ou à l'industrie : chimie, carburant... Dans le processus, peuvent aussi être extraits de l'huile de pépins de raisin, de l'acide tartrique et des colorants.

### Compostage
Le marc de raisin peut être composté et réincorporé dans les vignes pour y apporter de la matière organique. Cette opération peut avoir lieu avant ou après distillation.

### Gastronomie
Le gène désigne le marc de raisin, en Beaujolais. Autrefois, les viticulteurs amenaient leur marc au bouilleur de cru local qui le distillait pour en faire de l'eau-de-vie. L'opération se faisant à chacun son tour, les viticulteurs du Beaujolais, Côte Chalonnaise avaient pris l'habitude d'amener un saucisson à cuire pour attendre leur tour. Ils glissaient dans l'alambic un fagot sur lequel ils posaient la charcuterie. Le saucisson cuisait à la vapeur de vin, puis les viticulteurs partageaient leur casse-croûte autour d'un verre. Aujourd'hui, certains vignerons ont modifié cette recette en faisant cuire à la cocotte de la charcuterie, saucisson mais aussi lard ou jambonneau sur du marc. Elle est notamment servie lors des fêtes de fin de vendange ou lors de la sortie du beaujolais nouveau, le troisième jeudi de novembre. Certains congèlent du marc frais afin de pouvoir faire cette recette au cours de l'hiver.

Le marc de raisin est aussi valorisé en cuisine, notamment pour la fabrication de fromages.

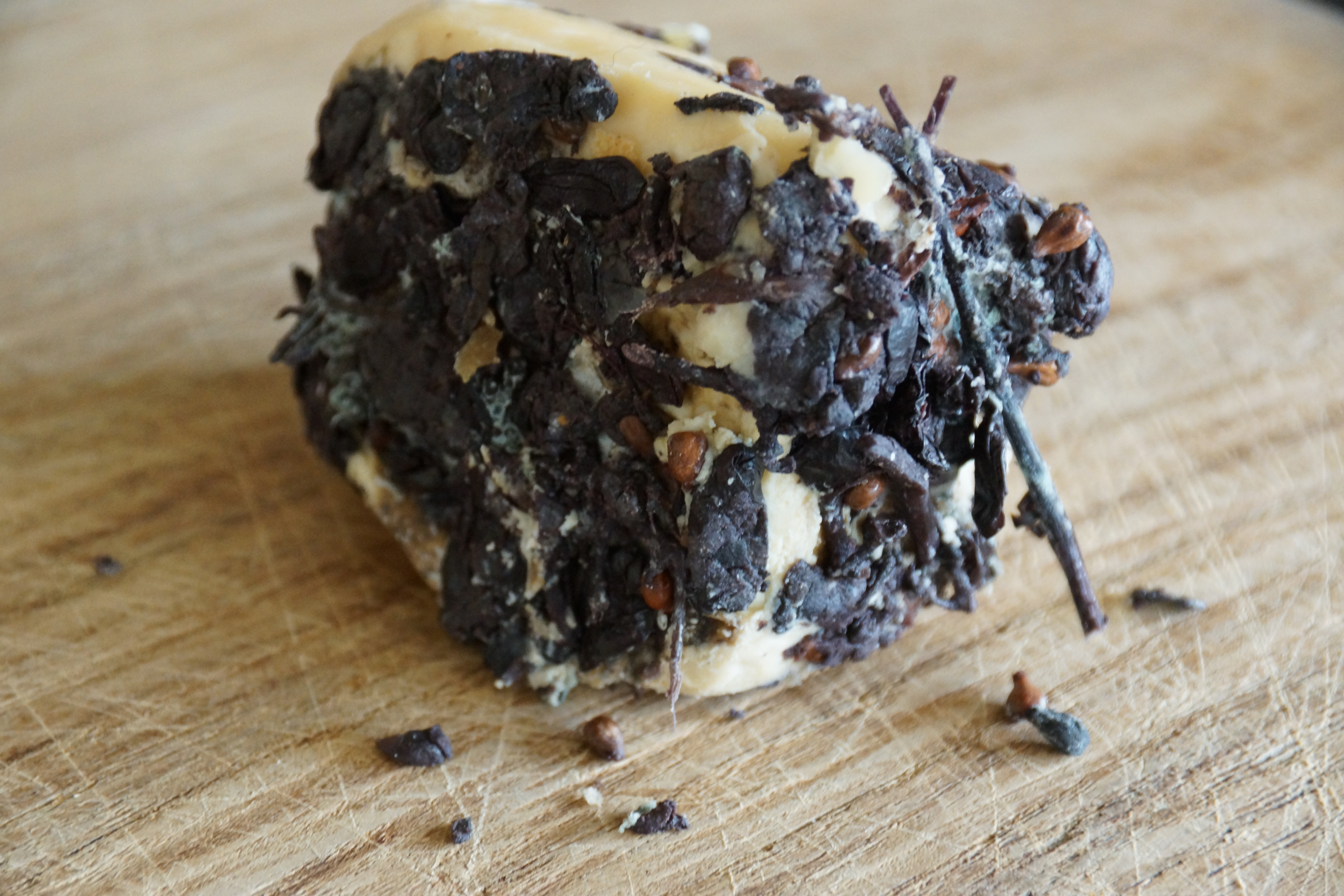
Tomme de Savoie au marc de raisin.
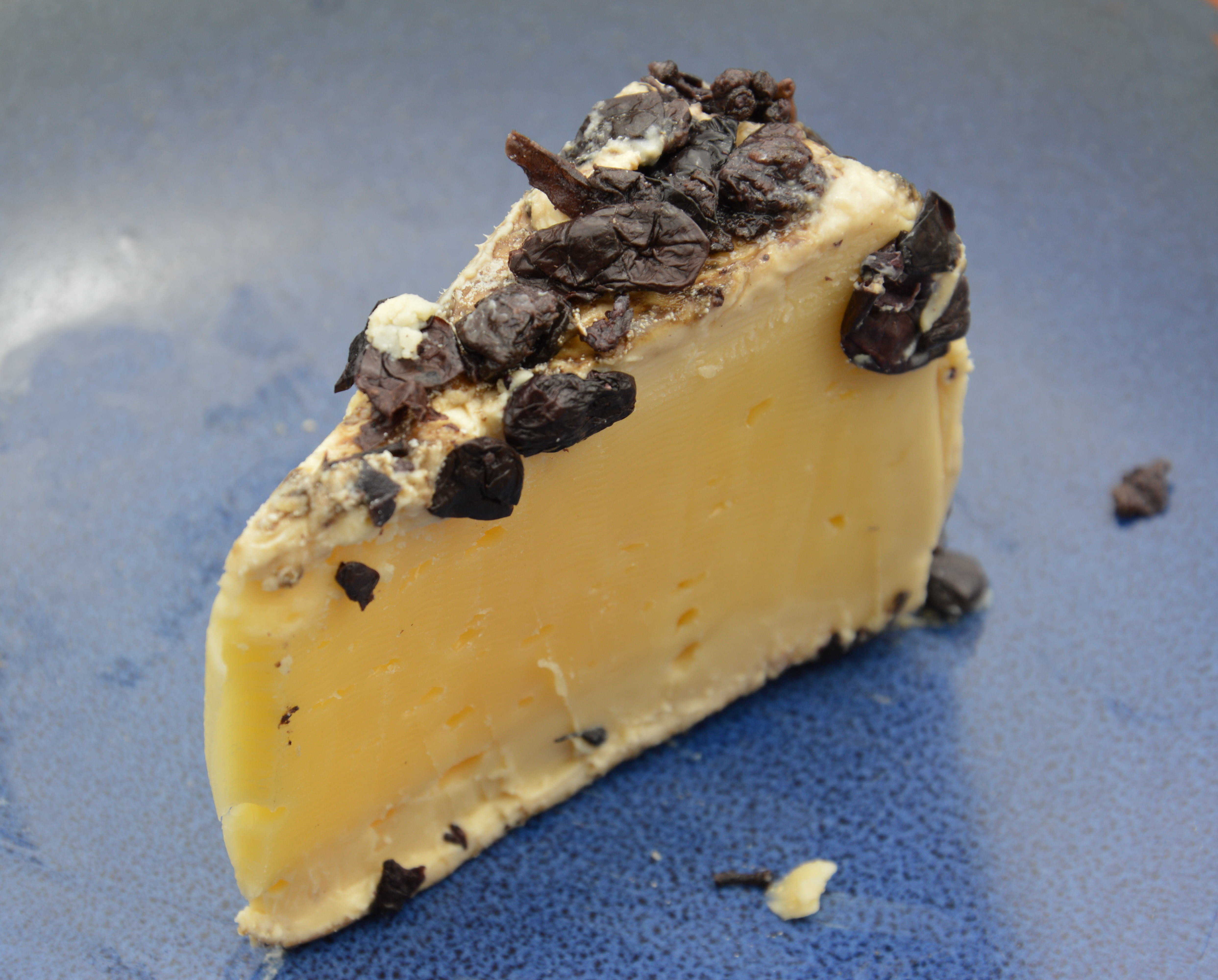
Tomme au marc de raisin.

### Phytosanitaire
Des essais ont été mis en place pour l'utilisation de marc de raisin comme stimulateur de défenses naturelles pour les végétaux.